# Ursula Fehlig
Ursula Fehlig (geboren 12. August 1928 in Wien; gestorben 15. September 1982 in Berlin) war eine deutsch-österreichische Modedesignerin, Modegrafikerin und Professorin für Mode an der Kunsthochschule Berlin-Weißensee.

## Leben und Wirken
Ursula Fehlig begann 1944 ein Architekturstudium an der Hochschule für angewandte Kunst in Wien. Nach einem Jahr brach sie das Studium ab und begann 1947 ein Grafikstudium in Leipzig an der Hochschule für Grafik und Buchkunst, das sie 1952 mit dem Diplom abschloss. Zu ihren Lehrern zählten Egon Pruggmayer und Max Schwimmer. Anschließend arbeitet sie freiberuflich als Grafikerin.
Von 1954 bis 1956 studierte sie Modedesign an der Kunsthochschule Berlin-Weißensee, u. a. bei Arno Mohr. Nach dem Diplom arbeitet sie als Modegestalterin und Modegrafikerin am Modeinstitut der DDR. 1957 wechselte sie als Dozentin für Entwurf an die Ingenieurschule für Bekleidungstechnik (heute Hochschule für Technik und Wirtschaft Berlin). 1961 übernahm sie als Dozentin das Fachgebiet Mode an der Kunsthochschule Berlin, das sie bis zu ihrem Tod leitete. 1969 erfolgte ihre Berufung als Professorin für Modegestaltung.
Neben der Lehrtätigkeit arbeitete sie für das Fernsehen der DDR und stattete Fernsehproduktionen aus, machte Bekleidungsentwürfe für Volkskunstensembles und  veröffentlichte Texte und Grafiken in Mode- und Fachzeitschriften. Sie war Herausgeberin einer Kostümkunde.
Ursula Fehlig war Mitglied im Verband Bildender Künstler der DDR und zwischen 1964 und 1979 gewähltes Mitglied der Sektion Kunsthandwerk/Formgestaltung des VBK der DDR. Sie beteiligte sich an DDR-Kunstausstellungen in Dresden sowie an Bezirkskunstausstellungen. Studienreisen führten sie in verschiedene Länder des Ostblocks.
Sie war als Expertin häufiger Gast der Sendung Das Professorenkollegium tagt des Deutschen Fernsehfunks.

## Ausstellungen
- 1982/83: X. Kunstausstellung der DDR, Dresden[5]
- 2019: Zwischen Schein und Sein. Modegrafik in der DDR 1960–1989. Reinbeckhallen Berlin[6]

## Auszeichnungen
1973 wurde Ursula Fehlig mit der Verdienstmedaille der DDR geehrt. Der Vaterländische Verdienstorden in Bronze wurde ihr 1977 verliehen.

## Werke
- Kostümkunde. Mode im Wandel der Zeiten. Fachbuchverlag, Leipzig 1978
- Mode gestern und heute. Fachbuchverlag, Leipzig 1982